# Yves Goulais
Yves Goulais (né  en 1960) est un metteur en scène de théâtre et réalisateur et scénariste de cinéma  français  installé jusqu'en 2005 en Pologne. Il a été marié à l'actrice Zuzanna Leśniak.

## Biographie
Yves Goulais, après avoir mis en scène Shakespeare à Nantes, avait mis en scène notamment le Dom Juan de Molière au Stary Teatr im. Heleny Modrzejewskiej de Cracovie en 1988 et Le Bourgeois gentilhomme au Teatr im. Wilama Horzycy de Toruń.
Le 10 octobre 1991 il a abattu sciemment sur un parking de Cracovie le populaire chanteur  Andrzej Zaucha et, sans l'avoir voulu, son épouse Zuzanna Leśniak-Goulais, qui était la maîtresse d'Andrzej Zaucha, alors qu'ils revenaient ensemble d'une répétition. Yves Goulais s'est livré à la police et a été condamné à 15 ans de prison. Il a été libéré le 1er décembre 2005.
En prison, il a tourné des courts métrages avec les autres prisonniers : "Wyjście" (La Sortie), "Więzienne sny samochodziarza Harry'ego" (Les rêves de prisonnier de l'automobiliste Harry), "Walka" (La Lutte) et "Skrupuł" Scrupules. Ces films ont été notamment diffusés par Arte.
Le film "Wyjście" (La Sortie) a obtenu le prix du meilleur réalisateur au Festival national amateur "Kino poza kinem" de Zielona Góra. Le film "Więzienne sny samochodziarza Harry'ego" (Les rêves de prisonnier de l'automobiliste Harry) a remporté le prix 1998 du président du Conseil national de la radio et télévision au Festival du Film de Gdynia.
En prison, il a suivi des études de lettres (philologie polonaise).
Actuellement, il est écrivain, scénariste et réviseur de scénarios. Il travaille sur des longs métrages et des documentaires et fournit des conseils en Pologne et dans d'autres pays européens.

### Sur Yves Goulais
- Crime et châtiment à Cracovie (documentaire de Małgorzata Bucka)[1]